# 永達汽車
中國永達汽車服務控股有限公司（港交所：3669）是一家中國經營汽車經銷商，在中國多個省份開設汽車銷售4S店。大股東張德安持有46.44%。
2012年5月，永達汽車在香港進行公開招股，集資最多34億港元。其後，因為市況不佳，永達汽車考慮到投資者最佳利益，決定暫停上市計劃。
2012年6月，永達汽車再次進行公開招股，以每股6.6元發行2.54億股。是次招股公開認購率不足3%，股份在7月12日上市。
2013年1月16日，永達汽車獲得英國頂級豪華轎車品牌賓利(Bentley)的汽車品牌內地代理權。
2016年4月15日永達汽車以120億元人民幣(約142.86億港元)向A股上市公司蘇州揚子江新型材料(002652.SZ)出售上海永達汽車，揚子新材以每股9.77元向永達投資發行12.28億股股份。即是永達汽車變相在A股借殼上市，資產重組完成後將持有A股上市公司約60.92%的A股股份
2015年在中國出售134441輛汽車，收入451.18億人民幣，盈利5.24468億人民幣，在2016年度汽車經銷商集團百強排行榜排名第6位
2016年在中國出售172646輛汽車，收入559.89億人民幣，在2017年度汽車經銷商集團百強排行榜排名第5位

## 外部連結
- 永達汽車公司網站 （页面存档备份，存于）